# 陳文剛
陳文剛（英語：Rensen Chan Man-Kong，1966年—），香港著名戲劇工作者，參與導演、編劇、演員、填詞等工作，糊塗戲班藝術總監，香港城市大學創意媒體學院客席講師，香港戲劇協會幹事會成員，及香港藝術發展局戲劇審批員，dbc數碼1台旗艦台《小舞台大世界》節目主持，晴報專欄作家。較為公眾認識之戲劇演出包括《笑の大學》、《靚太作死》、《爆谷殺人狂》、《獨坐婚姻介紹所》等。

## 簡歷
陳文剛早年在坪州長大，18歲移居島外其他地方。他就讀坪洲公立志仁學校，中學時於學校內初接觸舞台劇演出，學生時代曾參與YMCA劇藝社演出，中學畢業後投身社會工作，從事製衣行業，工餘時間繼續參與戲劇演出；後投身社會工作十年，仍未減對戲劇的熱愛，遂毅然辭去全職工作，報考香港演藝學院戲劇系，目標畢業後加入香港話劇團成為全職戲劇演員；但1998年於演藝學院畢業時，卻遇上政府提出將香港話劇團（及香港中樂團、香港舞蹈團）公司化，當時香港話劇團暫停招聘新演員，未能成為全職戲劇演員，同時又獲舊僱主招手，遂又回到製衣業工作，當時在製衣業已工作十餘年至管理階級，管理國內工廠須長時間逗留內地，難以參與戲劇演出；不願放棄戲劇，內地工作一年後，再次辭去工作，與家人一同經營人造首飾批發生意，方便繼續利用工餘時間參與戲劇演出。後參與糊塗戲班演出，適逢劇團亦計劃由業餘劇團發展為專業劇團，2007年遂出任劇團藝術總監一職，全身投入戲劇工作至今。2013年創立「無障礙劇團」，集合視障、聽障、動障、心障及健全人士的一個無障礙劇團，推動無障礙精神及無障礙環境。

## 戲劇工作

### 演出
《瑪麗皇后》、《一夫一妻》、《和媽媽中國漫遊》、《偶然·徐志摩》、《天虹戰隊》（2018）、《我的老千生涯》、《南海十三郎》、《朝》、《愛妻家》、《SEVEN慾望迷室》、《尼古拉伯爵-吸血驚情》、《黑森林》、《不忠》、《靚太作死》、《離留記》、《爆谷殺人狂》、《安娜與陳七》(編/導/演/填詞)、《科學怪人》、《情信》、《笑の大學》、《麥廸遜之橋》、《起碼拉阿爸》、《獨坐婚姻介紹所》(華 文戲劇節2009台北演出)、《看更》、《黑森林》、《不忠》、《我愛萬人迷》、《泰特斯》、《窺心事》、《遺失了你的眼 睛》、《哲拳太極》、《推銷員之死》、《爺爺與情人》、《白蛇新傳》、《凹凸男女》、《蜘蛛女之吻》、《地道孤客》、《香港-船與島的故事》、《小鳥》、《拉硬柴的夢遊騎士》、《Sorry，估唔到係你》、《死亡實驗室》、《愛上愛上誰人的新娘》、《綠魔先生》、《眾裡尋他》、《細雨後花園》、《野貓》(獨腳戲)、《周門家事》、《紅-愛妳一萬年》、《美狄亞》、《單身貴族》、《磁石大王》及《小鎮也瘋狂》等。

### 導演
《地下照相館》、《單色彩虹》、《瑪麗皇后》、《一夫一妻》（香港/中山）、《天虹戰隊》（2017/2018/2019）、《尋找香港人》、《螢火蟲》（音樂劇）、《情信》（香港/中山/新加坡/溫哥華）、《人人有障礙，個個有才能》、《第三謊言》、《我的老千生涯》、《星圖》、《笑の大學》(軟硬版)、《重唱四重唱》、《二人證據》、《和媽媽中國漫遊》（香港/台北/中山/上海/新加坡/馬來西亞/溫哥華）、《愛妻家》、《惡童日記》、《3D女槍手》、《安娜與陳七》(編/導/演/填詞)、《非禽走獸2.0》、《靚太作死》（香港/澳門）、《非禽走獸》、《為你鍾情》

### 編劇
《地下照相館》、《單色彩虹》、《一夫一妻》、《人人有障礙，個個有才能》、《第三謊言》、《惡童日記》、《安娜與陳七》(編/導/演/填詞)、《香港-船與島的故事》（編/演/填詞）、《消失中的水牛》、《TINA》

### 舞蹈演出
《一之前的零》

### 獎項及成就
陳文剛在演藝學院期間曾憑《父親》及《真相、假像》獲頒發傑出演員獎，亦憑《父親》獲提名第八屆香港舞台劇獎最佳男主角（悲/正劇）、憑《爆谷殺人狂》獲提名第十七屆香港舞台劇獎最佳男主角（喜/鬧劇）及《笑の大學》獲提名，憑《笑の大學》(軟硬版)獲提名香港舞台劇第廿四屆最佳導演（喜鬧劇）、憑《一夫一妻》獲小劇場獎最佳男主角提名。另外憑《小鳥》獲得第十四屆香港舞台劇獎最佳男配角（悲/正劇）。

## 填詞工作
陳文剛同時也是一位填詞人，為香港作曲家及作詞家協會會員，曾替迪士尼動畫的中文歌曲填詞，也替香港不少音樂劇填詞。作品包括：

### 歌廳式音樂劇
《一個人在唱歌》

### 音樂劇
《音樂兒童》、《西遊記之天生我材必有用》、《螢火蟲》、《戇大人》、《俏紅娘》、《動物農莊》、《奇幻聖誕夜》、《我要高飛》、《四千金》、《白毛女》、《心太野》、《家有一老之美麗水杯》、《異型金剛》、《流浪在彩色街頭》、《看不到的樂章》、《夢幻愛情》、《奇異旅程》、《錦繡良緣》、《夢斷維港》、《綠野仙蹤》、《唱假聲的男人》、《棒球狂 想曲》、《少女夢》、《TINA》

### 迪士尼電影
《花木蘭》、《反斗奇兵》、《阿拉丁之盜王至尊》、《小魚仙》、《小泰山》、《愛麗斯夢遊仙境》、 《三劍俠》、《狐狸與獵狗》、《冰上嘉年華》等

### 話劇
《瑪麗皇后》、《一夫一妻》、《天虹戰隊》、《情信》、《和媽媽中國漫遊》、《蠢病還須蠱惑醫》、《安娜與陳七》、《火星人》、《離留記》、《靚太作死》、《小飛俠之幻影迷踪》、《像我這樣的一個城市》、《二人 前．2人後》、《請你愛我一小時》、《站在三角的尖端上》、《小鎮也瘋狂》、《大女人週記》

### 粵語流行曲
陳奕迅《小孩不懂怕》、李彩華《斷腸說》《December Rain》、吳日言《玻璃》，其他曾合作的流行歌手及樂隊尚有羅金榮、SONIC BAND及CLICK IN BAND。

### 其他
- 獅子會之新疆光明工程主題曲《七彩宇宙》
- 北角官立上午小學校歌
- 日本包勤力活偶劇團《白雪 公主》及《木偶奇遇記》（填詞及音樂總監）
- 日本影法師劇團《竹取物語》
- 香港電台第五台節目《歡笑兒童開心地》主題曲

紀錄片《燈亮時》主題曲《漫天星光》

## 其他工作
陳文剛也曾客串參與電影演出包括《同居蜜友》、《Office有鬼》、《情義我心知》、《黑社會2》、《新紥師妹3》等。小說作品有與魏綺珊合著的《靚太作死》，dbc數碼1台旗艦台《小舞台大世界》節目主持。晴報專欄「藝行者」作家。

## 個人生活
陳文剛妻子是著名前新聞主播魏綺珊。兩人於2006年首次合作《靚太作死》結緣，2010年結婚。